# Apache (ракета)
Apache ([əˈpætʃi]; фр.: [apaʃ]), або Apache AP — французька авіаційна крилата ракета, розроблена компанією MBDA. Створена як спеціалізований боєприпас для виведення з ладу злітно-посадкових смуг.

## Історія
APACHE спочатку означало «зброя, що планує, із викидним зарядом» (фр. «arme planante à charges éjectables»). Насправді, перші концепції, які з’явилися на початку співпраці між компаніями Matra та Messerschmitt-Bölkow-Blohm у 1983—1988 роках, не мали двигуна, а отже, їхня дальність була несумісною з нейтралізацією злітно-посадкових смуг, захищених батареями зенітно-ракетних комплексів. Оскільки вони розташовувалися на такій відстані, що літаки-носії ставали б легкою мішенню, було прийнято рішення інтегрувати турбореактивний двигун.
У 1986 році проєкт боєприпасу для виведення з ладу злітно-посадкових смуг привів до створення програми APACHE (фр. «Arme Propulsée à Charge Ejectable» — Рухома зброя з викидним зарядом), і ці компанії планували введення зброї в експлуатацію у 1995 році. Контракт на розробку було укладено в липні 1989 року Міністерством оборони Франції. Керівництво програмою «Apache» здійснювала Служба програм ядерної та ракетної зброї при управлінні систем озброєння.
У вересні 1992 року Бундестаг підтвердив закупівлю цих ракет для літаків Panavia Tornado Люфтваффе, але згодом це рішення було скасоване.
Спочатку Франція планувала замовити 500 ракет, але ця кількість була скорочена, і відповідно до закону про військове планування на 1997—2002 роки було зроблено загальне замовлення на 100 ракет у 1997 році. Постачання здійснювала компанія MBDA, створена після злиття Matra з двома британськими та італійськими підприємствами. Доставка відбувалася з 2001 по 2004 рік. Вартість однієї ракети становила 1,66 мільйона євро, з яких було поставлено 45 одиниць у 2002 році, 51 у 2003 році та 4 у 2004 році.
Загальна вартість програми станом на листопад 2002 року оцінювалася у 674,4 мільйона євро (404,9 мільйона євро на розробку та 269,5 мільйона євро на виробництво). Ракету було знято з експлуатації та законсервовано у 2008—2009 роках. У 2015 році було оголошено, що Генеральне управління озброєнь виділило 12 мільйонів євро через Агентство підтримки та закупівель НАТО на її демонтаж у період з 2014 по 2019 рік. Ракета так і не була використана в бойових умовах.
На основі ракети Apache у 1994 році було розроблено ракету SCALP-EG, яка здатна нести 400-кілограмовий заряд на відстань понад 250 км для знищення ворожої інфраструктури.